# Site nucléaire de Creys-Malville
Le site nucléaire de Creys-Malville est implanté près de Morestel, chef-lieu de
canton, sur la petite commune rurale de Creys-Mépieu (Isère) au lieu-dit Malville. Le site se trouve en bordure du Rhône à 30 km en amont de la centrale nucléaire du Bugey, 50 km à l'est de Lyon et 70 km au sud-ouest de Genève.

## Présentation
Le site abrite Superphénix, un prototype industriel de la filière des réacteurs à neutrons rapides et à calo-porteur sodium de grande puissance 1 200 MW électrique. Mis à l'arrêt définitif en décembre 1998 sur décision gouvernementale, il est en phase de démantèlement : en 2007, les travaux de démantèlement étaient prévus pour durer jusqu'en 2027.
En avril 2011, les quatorze tonnes de plutonium et les trente huit mille blocs de béton au sodium sont encore conservés sur le site.
En 2014, environ 400 personnes travaillent sur le site de Creys-Malville pour le démantèlement des différentes structures et notamment de la vidange du sodium de la cuve du réacteur Superphénix. Cette opération de vidange, réalisée de 2010 à 2017, a permis d’extraire et de traiter au total plus de 3 500 tonnes de sodium. Début juin 2017, EDF engage une étape majeure de son processus de démantèlement avec la mise en eau de la cuve du réacteur.
Le site abrite deux installations nucléaire de base : l'INB 91 qui désigne le Bâtiment réacteur et l'INB 141 qui désigne l'Atelier pour l'évacuation du combustible.
EDF envisageait d'implanter un deuxième réacteur de nouvelle génération EPR à Creys-Malville, marquant le retour du nucléaire sur ce site. En 2009, c'est le site de Penly qui est retenu, puis abandonné en 2012.
Le 10 mai 2011, les salariés ont participé à un piquet de grève de deux heures à l'entrée du site, suivie d'une assemblée générale du personnel pour dénoncer des conditions de travail dégradées, un manque d’effectif, une organisation du site inadaptée et un manque de reconnaissance financière face à la technicité réclamée pour mener à bien le démantèlement.
En septembre 2014, à la suite d'une plainte du Réseau « Sortir du nucléaire », le Parquet de Bourgoin-Jallieu a décidé d'engager des poursuites à l’encontre d’EDF et du CIDEN pour négligences. Lors de plusieurs inspections menées en 2012 et 2013, l'Autorité de sûreté nucléaire a mis en évidence que le personnel n'est pas formé aux situations d'urgence et que l'organisation interne ne permet pas l’intervention efficace des secours.
EDF lance un projet de reconversion du site en centrale solaire en 2022, faisant suite à un financement participatif,.

## Liste des installations de la centrale
- Réacteur à neutrons rapides et à caloporteur sodium Superphénix d'une puissance de 1 200 MW.

## Utilisation médiatique
À la suite de deux incidents provoquant des manifestations en 1990 et largement relayés par les journaux, les Inconnus ont utilisé cette centrale pour illustrer leur sketch sur le nucléaire où un directeur fictif se retrouve en proie à des mutations au cours d'une interview discréditant ses propos se voulant rassurants.

### Films documentaires
- Nucléaire danger immédiat, de Serge Poljinsky (1977)
- Malville : État de siège, court métrage de Serge Poljinsky sorti en 1978

### Vidéo
- La bataille de Malville, série de cinq reportages de Patrice Morel, France 3 (2007)